# Ischnoptera spinosostylata
Ischnoptera spinosostylata es una especie de cucaracha del género Ischnoptera, familia Ectobiidae. Fue descrita científicamente por Princis en 1951.
Habita en Perú.